# جديدة (الحديدة)

تعديل مصدري - تعديل

جديده هي إحدى قرى مديرية برع، التابعة لمحافظة الحديدة اليمنية، بلغ تعداد سكانها 1,275 نسمة حسب الإحصاء الذي أجري عام 2004م.